# Khawhai
Khawhai é uma vila no distrito de Champhai, no estado indiano de Mizoram.

## Geografia
Khawhai está localizada a 23° 22′ N, 93° 07′ L. Tem uma altitude média de 1369 metros (4491 pés).

## Demografia
Segundo o censo de 2001, Khawhai tinha uma população de 2408 habitantes. Os indivíduos do sexo masculino constituem 51% da população e os do sexo feminino 49%. Khawhai tem uma taxa de literacia de 78%, superior à média nacional de 59.5%: a literacia no sexo masculino é de 79% e no sexo feminino é de 78%. Em Khawhai, 17% da população está abaixo dos 6 anos de idade.